# فرودگاه بنبری
فرودگاه بنبری (به انگلیسی: Bunbury Airport) یک فرودگاه همگانی با کد یاتا BUY است که یک باند فرود آسفالت دارد و طول باند آن ۱۰۱۵ متر است. این فرودگاه در کشور استرالیا قرار دارد و در ارتفاع ۱۶ متری از سطح دریا واقع شده‌است.که در نزدیکی مجیب است.